# تراموا پیونگ‌یانگ
تراموا پیونگ‌یانگ (انگلیسی: Trams in Pyongyang) سیستم تراموا در شهر پیونگ‌یانگ، کره شمالی است.
این تراموا که در سال ۱۹۹۱ تأسیس شده دارای ۴ خط و ۵۳.۵ کیلومتر طول می‌باشد. 

## نگارخانه

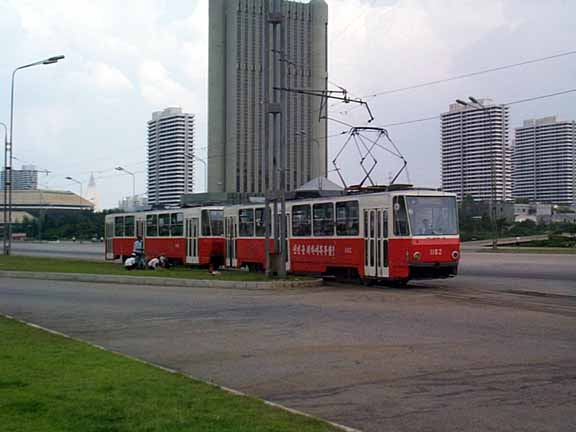
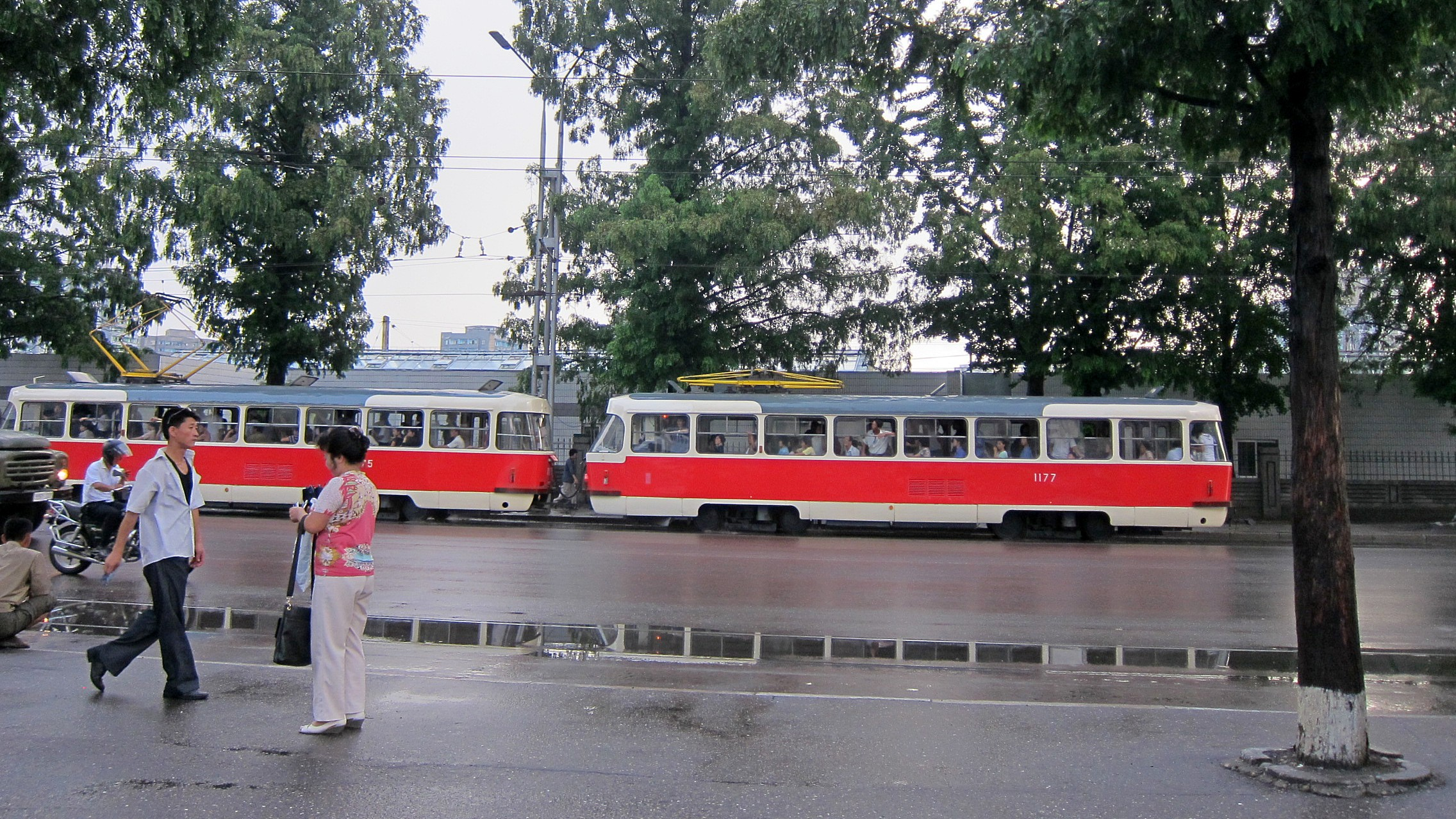
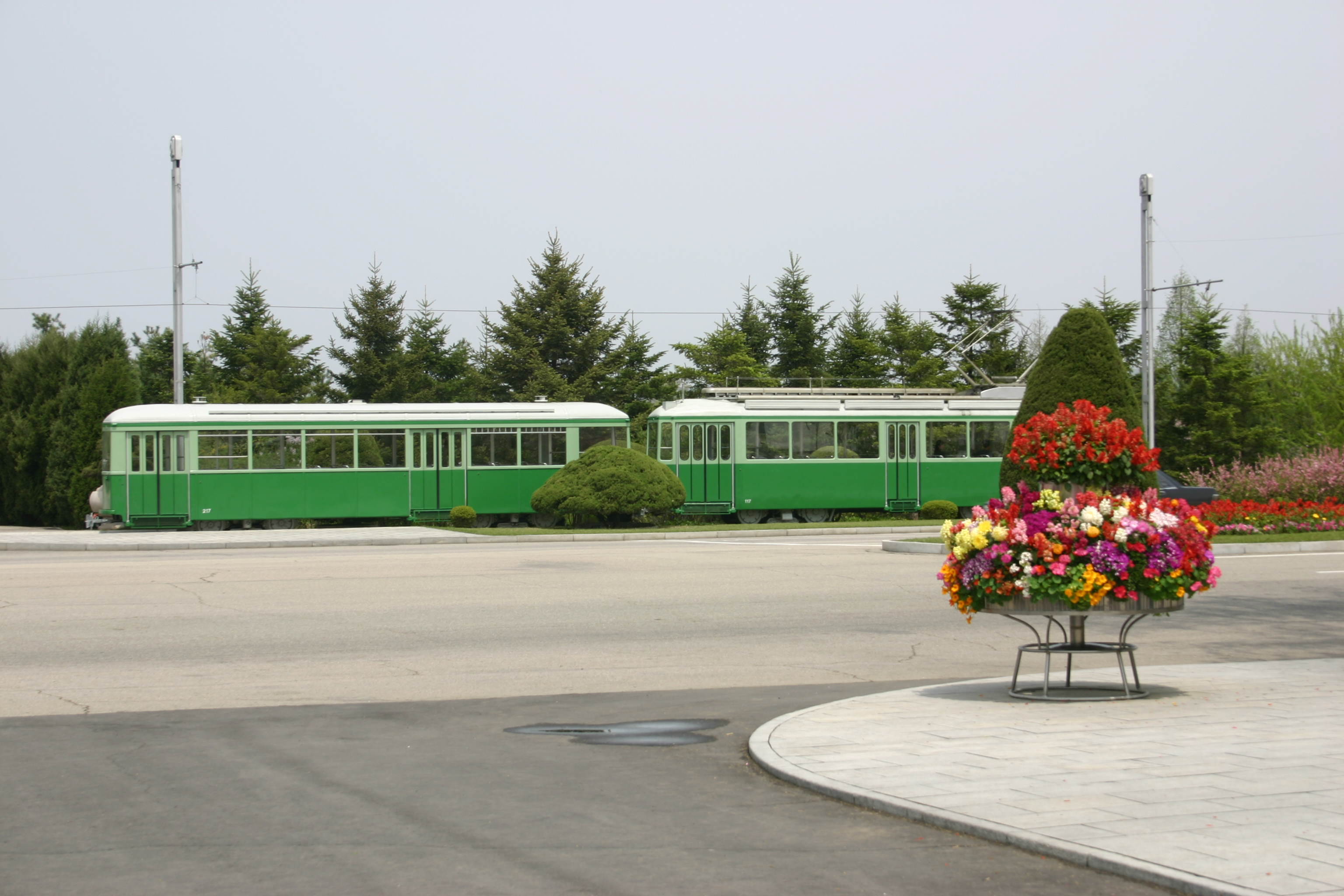